# 국립 중앙 대학
국립중앙대학(중국어 정체자: 國立中央大學)은 타이완에 있는 대학으로, 1962년 대만 먀오리현에서 설치되었다. 1968년 현재 위치인 중리구로 이전되었다.